# Tučapy (ort i Tjeckien, Zlín)
Tučapy är en ort i Tjeckien.   Den ligger i distriktet Okres Uherské Hradiště och regionen Zlín, i den östra delen av landet, 240 km sydost om huvudstaden Prag. Tučapy ligger 312 meter över havet och antalet invånare är 230.
Terrängen runt Tučapy är platt åt sydost, men åt nordväst är den kuperad. Runt Tučapy är det tätbefolkat, med 257 invånare per kvadratkilometer. Närmaste större samhälle är Uherské Hradiště, 9,6 km öster om Tučapy. Trakten runt Tučapy består till största delen av jordbruksmark.